# Attentat de Khuzdar
L'attentat de Khuzdar est un attentat-suicide perpétré le 12 novembre 2016 par un terroriste de l'État islamique au cours d'une cérémonie soufie dans le Baloutchistan, au Pakistan. L'attaque fait 52 morts et 105 blessés.

## Contexte
Les soufis font partie des nombreuses branches de l'islam que l'État islamique considère comme « hérétiques ». En juin de la même année, Amjad Sabri, un célèbre interprète de qawwalîs, des chants religieux traditionnels soufis, est assassiné à Karachi par deux hommes à moto, ce qui provoque une indignation nationale.
Shah Noorani est considéré comme un saint dans le soufisme. Son sanctuaire, situé près de Khuzdar dans les montagnes du Baloutchistan, attire chaque année en pèlerinage des milliers de croyants.
L'attaque a lieu moins d'un mois après celle d'une école de police à Quetta, la capitale de la province.

## Déroulement
Plusieurs centaines de personnes — jusqu'à 600 — sont présentes ce jour-là au sanctuaire, où a lieu une cérémonie. Certaines d'entre elles venues de très loin. Peu de temps avant le crépuscule, trois derviches entament des danses religieuses au son du tambour, entourés d'une foule nombreuse qui forme un cercle autour d'eux. C'est à ce moment-là qu'un adolescent équipé d'une ceinture explosive la déclenche au milieu des spectateurs. L'explosion est très puissante et, une fois l'effet de souffle passé, provoque une panique parmi les survivants, qui cherchent leurs proches au milieu des corps dispersés. Le joueur de tambour fait partie des victimes.
Du fait de l'isolement du sanctuaire, où la couverture téléphonique est faible, les secours mettent des heures à arriver. Tous les blessés peuvent finalement être évacués vers la ville voisine de Hub et vers Karachi dans des ambulances militaires. L'armée occupe ensuite le sanctuaire et en bloque tous les accès, pour laisser les enquêteurs réunir des éléments.

## Bilan
L'attentat fait 52 morts et 105 blessés, dont beaucoup d'enfants. Le terroriste est un jeune homme « âgé de 16 à 18 ans ».

## Revendication
L'État islamique revendique dans la nuit l'acte, qu'il appelle une « opération martyr ».